# Rocco Sabato
Rocco Sabato (Potenza, 19 aprile 1982) è un ex calciatore italiano di ruolo difensore.

## Carriera
Trascorre gli anni del calcio giovanile nello Sporting Potenza e successivamente nell'Avigliano Calcio (società che ha dato i natali calcistici anche a Francesco Colonnese), prima di entrare nel settore giovanile del Fiorenzuola.
Inizia la sua carriera professionistica in prestito al Pavia in Serie D, ottenendo la promozione in Serie C2. Torna quindi al Fiorenzuola, con cui disputa un'altra stagione da titolare in Serie C2 culminata con la retrocessione della squadra, composta prevalentemente da giocatori del vivaio.
Ha esordito tra i cadetti nel campionato 2002-2003 con la maglia del Cosenza, che lo aveva ingaggiato in comproprietà dalla formazione emiliana durante il campionato precedente; dopo il fallimento della società calabrese si trasferisce al Cagliari, dove conquista la promozione in Serie A nella stagione 2003-2004, come riserva del terzino sinistro titolare Fabio Macellari. Confermato nella massima serie, ha esordito in serie A il 27 febbraio 2005 in Cagliari-Atalanta 3-3, disputando 3 partite nel campionato 2004-2005, nel quale è ricordato per essere stato l'ultimo calciatore rossoblù ad indossare la maglia numero 11 in seguito ritirata in onore di Gigi Riva.
Nel 2005 torna in Serie B vestendo la maglia del Catania. Con i rossazzurri ottiene al primo anno la promozione nella massima serie. Nell'agosto del 2006 passa al Cesena con la formula della comproprietà, ma nel 2007-08 rientra al Catania in Serie A contribuendo alla salvezza degli etnei. Il 9 novembre 2008 realizza il suo primo gol in Serie A contro il Cagliari su punizione regalando la vittoria al Catania, e il 30 gennaio successivo si trasferisce all'Empoli, con cui raggiunge i playoff in Serie B. A fine stagione non trova l'accordo economico con la società toscana; il 14 luglio 2009 firma infatti un contratto biennale con la Triestina: rimane in forza agli alabardati per una stagione e mezza, sempre nella serie cadetta. Il 31 gennaio 2011 si trasferisce al Sorrento, nell'ambito dello scambio con Davide Grassi.
Il 17 luglio 2012 firma un contratto biennale con il Pisa. Dopo due stagioni in Prima Divisione, alla scadenza del contratto torna al Pavia. Nel gennaio del 2016 passa in prestito alla Maceratese, club militante sempre in Lega Pro.
Ad agosto 2016 firma un contratto annuale con la Vibonese ma lo rescinde a gennaio. Sempre nello stesso mese firma firno a giugno 2017 con la sua ex squadra, la Maceratese.

## Statistiche

### Presenze e reti nei club
| Stagione          | Squadra           | Campionato        | Campionato | Campionato | Coppe nazionali | Coppe nazionali | Coppe nazionali | Coppe continentali | Coppe continentali | Coppe continentali | Altre coppe | Altre coppe | Altre coppe | Totale | Totale |
| Stagione          | Squadra           | Comp              | Pres       | Reti       | Comp            | Pres            | Reti            | Comp               | Pres               | Reti               | Comp        | Pres        | Reti        | Pres   | Reti   |
| ----------------- | ----------------- | ----------------- | ---------- | ---------- | --------------- | --------------- | --------------- | ------------------ | ------------------ | ------------------ | ----------- | ----------- | ----------- | ------ | ------ |
| 2000-2001         | Pavia             | D                 | 30         | 0          | CI-D            | 0               | 0               | -                  | -                  | -                  | -           | -           | -           | 30     | 0      |
| 2001-2002         | Fiorenzuola       | C2                | 28         | 1          | CI-C            | 0               | 0               | -                  | -                  | -                  | -           | -           | -           | 28     | 1      |
| 2002-2003         | Cosenza           | B                 | 17         | 0          | CI              | 0               | 0               | -                  | -                  | -                  | -           | -           | -           | 17     | 0      |
| 2003-2004         | Cagliari          | B                 | 21         | 0          | CI              | 0               | 0               | -                  | -                  | -                  | -           | -           | -           | 21     | 0      |
| 2004-2005         | Cagliari          | A                 | 3          | 0          | CI              | 5               | 0               | -                  | -                  | -                  | -           | -           | -           | 8      | 0      |
| Totale Cagliari   | Totale Cagliari   | Totale Cagliari   | 24         | 0          |                 | 5               | 0               |                    | -                  | -                  |             | -           | -           | 29     | 0      |
| 2005-2006         | Catania           | B                 | 23         | 0          | CI              | 1               | 0               | -                  | -                  | -                  | -           | -           | -           | 24     | 0      |
| ago. 2006         | Catania           | A                 | -          | -          | CI              | 1               | 0               | -                  | -                  | -                  | -           | -           | -           | 1      | 0      |
| ago. 2006-2007    | Cesena            | B                 | 32         | 1          | CI              | -               | -               | -                  | -                  | -                  | -           | -           | -           | 32     | 1      |
| 2007-2008         | Catania           | A                 | 19         | 0          | CI              | 3               | 0               | -                  | -                  | -                  | -           | -           | -           | 22     | 0      |
| 2008-gen. 2009    | Catania           | A                 | 7          | 1          | CI              | 2               | 1               | -                  | -                  | -                  | -           | -           | -           | 9      | 2      |
| Totale Catania    | Totale Catania    | Totale Catania    | 49         | 1          |                 | 7               | 1               |                    | -                  | -                  |             | -           | -           | 56     | 2      |
| gen.-giu. 2009    | Empoli            | B                 | 15+2       | 0          | CI              | -               | -               | -                  | -                  | -                  | -           | -           | -           | 17     | 0      |
| 2009-2010         | Triestina         | B                 | 33+2       | 0          | CI              | 3               | 0               | -                  | -                  | -                  | -           | -           | -           | 38     | 0      |
| 2010-gen. 2011    | Triestina         | B                 | 13         | 0          | CI              | 0               | 0               | -                  | -                  | -                  | -           | -           | -           | 13     | 0      |
| Totale Triestina  | Totale Triestina  | Totale Triestina  | 46+2       | 0          |                 | 3               | 0               |                    | -                  | -                  |             | -           | -           | 51     | 0      |
| gen.-giu. 2011    | Sorrento          | 1D                | 6          | 0          | CI+CI-LP        | -               | -               | -                  | -                  | -                  | -           | -           | -           | 6      | 0      |
| 2011-2012         | Sorrento          | 1D                | 14+2       | 1          | CI+CI-LP        | 0               | 0               | -                  | -                  | -                  | -           | -           | -           | 16     | 1      |
| Totale Sorrento   | Totale Sorrento   | Totale Sorrento   | 20+2       | 1          |                 | 0               | 0               |                    | -                  | -                  |             | -           | -           | 22     | 1      |
| 2012-2013         | Pisa              | 1D                | 22+4       | 1          | CI+CI-LP        | 2+3             | 1+0             | -                  | -                  | -                  | -           | -           | -           | 31     | 2      |
| 2013-2014         | Pisa              | 1D                | 21+2       | 0          | CI+CI-LP        | 0+1             | 0               | -                  | -                  | -                  | -           | -           | -           | 24     | 0      |
| Totale Pisa       | Totale Pisa       | Totale Pisa       | 43+6       | 1          |                 | 6               | 1               |                    | -                  | -                  |             | -           | -           | 55     | 2      |
| 2014-2015         | Pavia             | LP                | 12+1       | 0          | CI-LP           | 0               | 0               | -                  | -                  | -                  | -           | -           | -           | 13     | 0      |
| 2015-gen. 2016    | Pavia             | LP                | 5          | 0          | CI+CI-LP        | 2+2             | 0               | -                  | -                  | -                  | -           | -           | -           | 9      | 0      |
| gen.-giu. 2016    | Maceratese        | LP                | 13+1       | 0          | -               | -               | -               | -                  | -                  | -                  | -           | -           | -           | 14     | 0      |
| 2016-gen. 2017    | Vibonese          | LP                | 19         | 0          | CI-LP           | 1               | 0               | -                  | -                  | -                  | -           | -           | -           | 20     | 0      |
| gen.-giu. 2016    | Maceratese        | LP                | 15         | 0          | -               | -               | -               | -                  | -                  | -                  | -           | -           | -           | 15     | 0      |
| Totale Maceratese | Totale Maceratese | Totale Maceratese | 28+1       | 0          |                 | 0               | 0               |                    | -                  | -                  |             | -           | -           | 29     | 0      |
| 2017-2018         | Pavia             | D                 | 30         | 0          | CI-D            | 0               | 0               | -                  | -                  | -                  | -           | -           | -           | 30     | 0      |
| Totale Pavia      | Totale Pavia      | Totale Pavia      | 77+1       | 0          |                 | 4               | 0               |                    | -                  | -                  |             | -           | -           | 82     | 0      |
| 2018-2019         | Trento            | D                 | 22         | 1          | CI-D            | 0               | 0               | -                  | -                  | -                  | -           | -           | -           | 22     | 1      |
| Totale carriera   | Totale carriera   | Totale carriera   | 420+14     | 6          |                 | 26              | 2               |                    | -                  | -                  |             | -           | -           | 460    | 8      |

## Palmarès

### Club

#### Competizioni nazionali
- Serie D: 1

Pavia: 2000-2001